# Каменский, Николай Андреевич
Николай Андреевич Каменский (17 октября 1931, Москва — 21 июля 2017, там же) — советский прыгун с трамплина, выступавший в 1950—1960-х годах. Мастер спорта СССР (1954). Заслуженный мастер спорта СССР (1956).

## Биография
Международная известность пришла к Каменскому в новогодние дни 1956 года, когда он выиграл Турне четырёх трамплинов. Ни на одном из четырёх этапов советский спортсмен не попал в первую тройку, однако из первой семёрки ни разу не выпадал. Через год Каменский выиграл один этап Турне, а ещё на двух стал вторым, но провал в Оберсдорфе оставил его за чертой призёров.
В 1958 году выиграл Хольменколленские игры.
После первого прыжка на нормальном трамплине Олимпиады в Скво-Вэлли Каменский шёл третьим, но по итогам второго отступил на одну позицию.
На чемпионате мира 1962 года советский прыгун стал вторым, уступив Хельмуту Рекнагелю.
На второй и последней для себя Олимпиаде, Инсбрукской, Каменский не сумел попасть в первую десятку ни на одном из трамплинов.

## Награды
- Орден «Знак Почёта» (16.09.1960) — за успешные выступления в XVII летних и VIII зимних Олимпийских играх 1960 года, а также за выдающиеся спортивные достижения[5]